# Sindrome di Rokitansky
La sindrome di Mayer-Rokitansky-Küster-Hauser (MRKH), o agenesia mülleriana, è una rara malformazione congenita femminile causata da un alterato sviluppo dei dotti di Müller, cui consegue l'agenesia dell'utero e variabili malformazioni della porzione prossimale della vagina. A ciò consegue amenorrea primaria, infertilità e l'impossibilità dei rapporti sessuali.

## Epidemiologia
La prevalenza della malattia è di 1-5 neonate su 10 000. Rappresenta la seconda causa di amenorrea primaria dopo la sindrome di Turner.

## Eziologia
Le cause della sindrome sono sconosciute. Sono stati studiati numerosi geni al fine di identificare una causa genetica senza alcun risultato. In particolare sono stati studiati i geni della famiglia WNT, come il WNT4, le cui mutazioni sono state associate ad amenorrea primaria e ad anomalie dei dotti mulleriani; non è stato tuttavia dimostrato che tali mutazioni possano provocare la sindrome di Rokitansky. Normalmente durante l'embriogenesi umana, insieme ai vari apparati e sistemi, avviene lo sviluppo dell'apparato riproduttivo; nei pazienti affetti da questa malattia lo sviluppo inizia ma non riesce a concludersi.

## Presentazione clinica

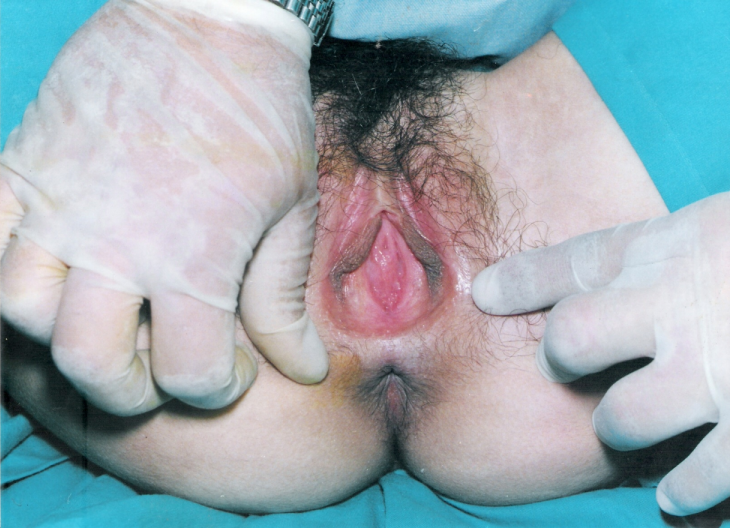
Agenesia vaginale derivante dalla sindrome di Rokitansky

Una donna con questa sindrome ha una normale situazione ormonale e, all'inizio della pubertà, va normalmente incontro allo sviluppo dei caratteri sessuali secondari, al pubarca e al telarca. Il cariotipo è normale (46,XX), le ovaie sono presenti e il ciclo ovarico è normale. La vagina è solitamente a fondo cieco e il rapporto sessuale può essere difficoltoso e doloroso. L'ecografia è diagnostica e mostra l'assenza di utero, tube e, parzialmente, della cervice uterina. Normalmente la scoperta della condizione avviene durante indagini effettuate per assenza di mestruazioni successivamente all'inizio della pubertà, ma può avvenire anche incidentalmente nel caso di esami effettuati per altri motivi.
Esistono due tipologie di agenesia mülleriana: nel primo tipo (MRKH di tipo I) si riscontra l'assenza solo di utero e vagina; nel secondo caso (MRKH di tipo II o MURCS -Müllerian aplasia, Renal aplasia and Cervico-thoracic Somite dysplasia-) sono associate malformazioni di altri organi. In particolare il 40% delle donne malate presenta anomalie renali (il 15% nasce con un solo rene), il 10% presenta difficoltà uditive e il 10-12% anomalie scheletriche.

## Terapia
I trattamenti effettuati sono finalizzati a migliorare il rapporto sessuale, ma non possono permettere una gravidanza. Tuttavia, essendo il ciclo ovarico presente, è possibile per queste donne, nei paesi dove ciò è permesso, usufruire della fecondazione in vitro e della surrogazione di maternità. Il trattamento con utero artificiale è ancora in fase di studio.
Per migliorare il rapporto sessuale sono utilizzati sia dilatatori vaginali, sia la chirurgia, che presenta numerosi approcci, tra i quali:
- il metodo McIndoe[8]: prevede l'utilizzo di cute della paziente al fine di confezionare una vagina artificiale; dopo l'intervento l'uso di dilatatori vaginali può rendersi necessario in caso di stenosi.
- il metodo Vecchietti[9][10]: consiste nell'inserimento, a livello del fondo cieco della vagina, di una dispositivo di forma ovalare che viene successivamente messo in trazione dall'interno dell'addome tramite un intervento laparoscopico; l'intervento dura in tutto 45 minuti. In tal modo la vagina può crescere in dimensione di 1 cm al giorno, creando una vagina normale in circa una settimana o più[11].